# 365 obiadów za pięć złotych
365 obiadów za pięć złotych – książka kucharska autorstwa Lucyny Ćwierczakiewiczowej, wydana po raz pierwszy w 1860 roku i wielokrotnie wznawiana pod różnymi tytułami: 365 obiadów za 5 złotych, 365 obiadów Lucyny Ćwierciakiewiczowej, 365 obiadów. Kolejne wydania były poprawiane i rozszerzane.
W ósmym wydaniu z 1871 roku autorka pisała:

Rozprzedawszy już siedem edycji po dwa tysiące egzemplarzy niniejszych obiadów, uważam że książka ta stała się rzeczywiście pożyteczną gospodyniom naszym i dla tego przejrzawszy skrupulatnie zawarte w niej przepisy, postanowiłam wydać edycję ósmą, poprawiwszy wszelkie niedokładności lub omyłki poprzednich, i dopełniwszy ją dodaniem wszystkich nowych potraw umieszczonych od lat 4-ch w bluszczu.

W książce po wstępie zamieszczono menu na każdy dzień roku, w kolejnych szesnastu rozdziałach przepisy potraw, a w części końcowej indeks przepisów.
Opisane w menu obiady składają się na ogół z czterech dań. W wydaniu z 1871 roku zamieszczono 458 różnych przepisów.